# Don Clary
Don Clary (Estados Unidos, 29 de julio de 1957) es un atleta estadounidense retirado especializado en la prueba de 3000 m, en la que consiguió ser subcampeón mundial en pista cubierta en 1985.

## Carrera deportiva
En los Juegos Mundiales en Pista Cubierta de 1985 ganó la medalla de plata en los 3000 metros, con un tiempo de 7:57.78 segundos, tras el portugués João Campos y por delante del checoslovaco Ivan Uvizl.